# Platambus obtusatus
Platambus obtusatus är en skalbaggsart som först beskrevs av Thomas Say 1823.  Platambus obtusatus ingår i släktet Platambus och familjen dykare. Inga underarter finns listade i Catalogue of Life.